# Pfaffenberg (Hohenstein-Ernstthal)
Der Pfaffenberg ist ein 479 m hoher Berg auf dem Gebiet der sächsischen Stadt Hohenstein-Ernstthal (Landkreis Zwickau) im nördlichen Erzgebirgsvorland.

## Beschreibung
Als Station Nr. 16 Pfaffenberg war der Berg in den 1860er-Jahren eine Station 1. Ordnung der königlich-sächsischen Triangulation. Aus diesem Grund wurde auf dem Gipfel eine Vermessungssäule errichtet, die bis in die Gegenwart erhalten ist. Bei guten Wetterbedingungen ist die Sicht auf den höchsten Berg Sachsens, den Fichtelberg, gegeben. Das große Areal biete vielfältige Möglichkeiten für Spaziergänger und Wanderer. Im Zentrum des Gebiets liegt das 1911 durch den Erzgebirgsverein erbaute Berggasthaus, welches derzeit jedoch leider geschlossen ist (Stand Mai 2025). Außerdem finden sich im Areal ein dendrologischer Lehrpfad, eine große Vielfalt an Rhododendren, sowie eine Freilichtbühne mit Sitzmöglichkeiten für Konzerte oder Veranstaltungen. Der Pfaffenberg bietet zudem 2 Spielplätze für Kinder. Im Jahr 1911 fand auch das erste Bergfest statt.
 

Der Pfaffenberg gehört zum Landschaftsschutzgebiet Pfaffenberg–Oberwald. 

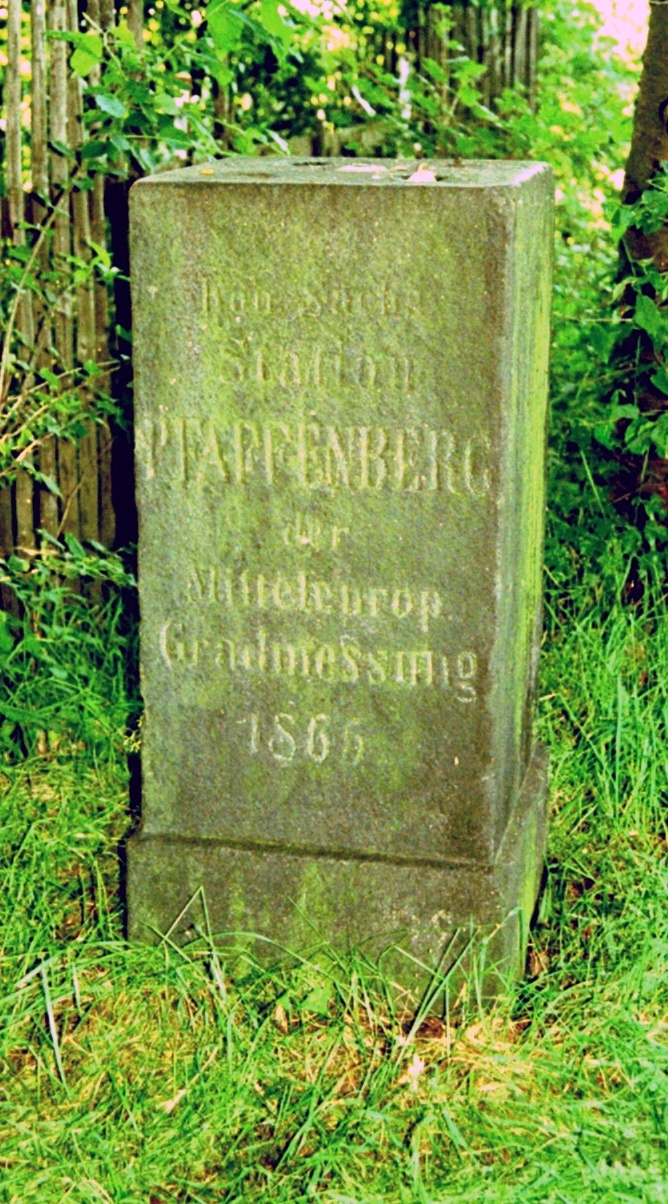
Vermessungssäule auf dem Pfaffenberg

## Trivia
- Das in Hohenstein-Ernstthal ansässige und zum Verein „Jugendblasorchester Hohenstein-Ernstthal e.V.“ gehörende Orchester „Die Pfaffenberger“ ist nach dem Pfaffenberg benannt.